# Mello (Oise)
Mello is een gemeente in het Franse departement Oise (regio Hauts-de-France). De plaats maakt deel uit van het arrondissement Senlis. Mello telde op 1 januari 2022 601 inwoners.

## Geografie
De oppervlakte van Mello bedroeg op 1 januari 2022 3,35 vierkante kilometer; de bevolkingsdichtheid was toen 179,4 inwoners per km².

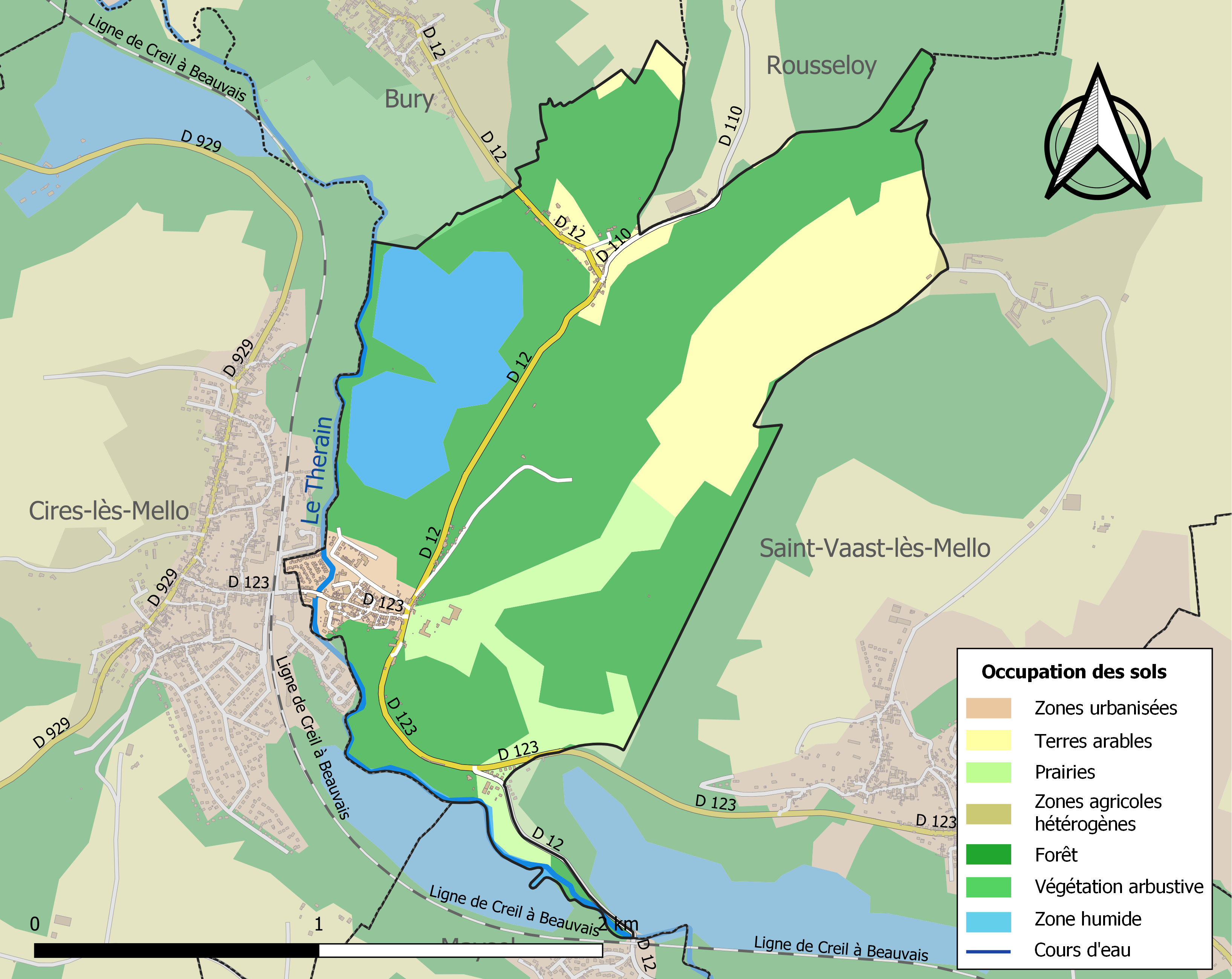
Kaart van de gemeente met belangrijkste infrastructuur, bodemgebruik en omliggende gemeenten

## Demografie
Onderstaande figuur toont het verloop van het inwonertal (bron: INSEE-tellingen).